# Iso-Korkiainen
Iso-Korkiainen är en ö i Finland. Den ligger i sjön Iso-Tarjanne och i kommunen Mänttä-Filpula i den ekonomiska regionen  Övre Birkalands ekonomiska region  och landskapet Birkaland, i den södra delen av landet, 220 km norr om huvudstaden Helsingfors. Öns area är 10,6 hektar och dess största längd är 410 meter i sydöst-nordvästlig riktning.